# ژلونگ
ژلونگ (به لهستانی:  Zieluń) یک منطقهٔ مسکونی در لهستان است که در گمینا لوبوویز واقع شده‌است. ژلونگ ۸۰۰ نفر جمعیت دارد.